# Royal Corgi – Der Liebling der Queen
Royal Corgi – Der Liebling der Queen (Originaltitel The Queen’s Corgi) ist ein belgischer Computeranimationsfilm aus dem Jahr 2019. Regie führten Vincent Kesteloot und Ben Stassen.

## Handlung
Rex ist ein Welsh Corgi Pembroke, den die britische Königin Elisabeth II. als Welpen von ihrem Mann Philip geschenkt bekommen hat. Rex ist der Nr.-1-Hund der Queen, worauf er sich viel einbildet. Nachdem er bei einem Staatsbesuch Chaos im Buckingham Palace angerichtet und den US-Präsidenten Donald Trump gebissen hat, glaubt er bei der Queen in Ungnade gefallen zu sein. Das nutzt Charlie aus, der glaubt, dass er selbst die Position als Nr.-1-Hund verdient hätte. Er überredet Rex, sich aus dem Palast zu schleichen, um England zu verlassen. Draußen stößt er Rex von einer Brücke in den St. James’s Park See und täuscht im Palastgarten dessen Tod vor.
Rex wird aus dem Fluss gerettet und landet in einem Tierheim, wo er sich in die Hündin Wanda verliebt, was den Pitbull Tyson, der alle Hunde im Tierheim unterdrückt, eifersüchtig macht. Es gelingt Rex, Tysons Tyrannei zu beenden, und mit Hilfe seiner neuen Freunde aus dem Tierheim gelingt es ihm, in den Buckingham Palace zurückzukehren. Als er dort ankommt, soll gerade Charlie mit einem goldenen Halsband als neuer Nr.-1-Hund ausgezeichnet werden. Nach einem Kampf gegen Charlie, bei dem im Palast Feuer ausbricht, das die Hunde aber löschen können, entdeckt die Queen Rex und seine Freunde, die jetzt im Palast bleiben dürfen.
Rex verzichtet auf die Auszeichnung als Nr.-1-Hund, so dass Charlie ausgezeichnet wird, der anschließend mit der Corgi-Hündin der Trumps verheiratet wird und den Palast verlassen muss.

## Hintergrund
Royal Corgi – Der Liebling der Queen wurde am 16. Januar 2019 auf dem L’Alpe d’Huez Film Festival uraufgeführt. In Deutschland und Österreich erschien der Film am 1. Mai 2019 in den Kinos.

## Synchronisation
Die deutsche Synchronisation entstand nach einem Dialogbuch und unter der Dialogregie von Elisabeth von Molo im Auftrag der Berliner Synchron.
| Originalsprecher | Deutscher Sprecher        | Rolle                  |
| ---------------- | ------------------------- | ---------------------- |
| Julie Walters    | Katharina Lopinski        | Königin Elisabeth II.  |
| Tom Courtenay    | Lutz Riedel               | Duke of Edinburgh      |
| Jack Whitehall   | Patrick Baehr             | Rex                    |
| Matt Lucas       | Julien Haggège            | Charlie                |
| Colin McFarlane  | Tilo Schmitz              | Chief                  |
| Iain McKee       | Constantin von Jascheroff | Jack                   |
| Debra Stephenson | Alessija Lause            | Melania Trump          |
| Sarah Hadland    | Amelie Plaas-Link         | Mitzy                  |
| Anthony Skordi   | Jan Spitzer               | Nelson                 |
| Jon Culshaw      | Shaun Lawton              | Präsident Donald Trump |
| Ray Winstone     | Gedeon Burkhard           | Tyson                  |
| Sheridan Smith   | Paula Schramm             | Wanda                  |

## Kritik
„Farbenprächtiges Animationsabenteuer, das mit einfachem Slapstick-Humor ebenso begeistert wie mit aufwändigen Actionsequenzen, feinem Wortwitz und frechen Filmzitaten. Neben den fotorealistischen Hintergründen zeichnen sich auch die Figuren durch Tiefe aus.“